# 嶋田工業
嶋田工業株式会社（しまたこうぎょう）は、山口県山陽小野田市に本社を置く総合建設会社である。

## 沿革
- 1945年 8月 - 嶋田済「嶋田工務所」を山口県小野田市（現・山陽小野田市）大字小野田公園通りにて開業。
- 1954年 8月 - 嶋田建設株式会社に組織変更。
- 1973年 - 一級建築士事務所　山口県知事登録　第490号
- 1974年 - 三和コンクリート株式会社を合併し、嶋田工業株式会社と社名変更。
- 1978年 - 建設業法による許可、建設大臣許可。
- 1989年 - 本社住所を小野田市大字西高泊631番地の11に変更。
- 2001年 11月 - ISO9001：2000取得。
- 2003年 12月 - ISO14001取得。
- 2009年 6月 - OHSAS18001取得。
- 2019年 9月 - 山陽小野田市と「災害時における一時避難所としての使用に関する協定」を締結。
- 2020年 6月 - ISO45001：2018取得。（OHSAS18001からの移行）。
- 2023年 9月 - 株式会社松尾ホールディングスと企業提携。
- 2023年 9月 - 代表取締役に松倉晋一就任。

## 主要な事業
建設事業
- 公共建築・土木工事、民間建築、一般住宅（リズナ（Rezuna）シリーズ・きわみ（極）シリーズ・みらい（免震住宅）シリーズ）を手掛ける。

運輸事業
- トラック輸送を中心とした幅広い総合物流を手掛ける。

商事事業
- 建設資材、環境設備の販売を手掛ける。

指定管理
- 竜王山公園・きららビーチ焼野を中心とした「小野田市南部地区都市公園他施設」の管理運営を平成21年から手掛ける。(2024年3月にて指定管理終了)

## 主な竣工物件
- 阿知須小学校
- 山口県宇部警察署庁舎
- 山口宇部空港新ターミナルビル（大林組・新光産業・嶋田工業JV）
- 山口県立小野田工業高等学校本館
- 山口県立厚狭高等学校特別教室
- 厚陽小中学校本体
- 山陽消防署庁舎
- 東岐波県営住宅
- 公立大学法人山陽小野田市立山口東京理科大学薬学部棟
- 公立大学法人山口県立大学栄養学科棟

## 許認可登録
建設業許可
- 土木工事業 国土交通大臣許可（特-8）第8052号
- 建築工事業 国土交通大臣許可（特-8）第8052号
- 大工工事業 国土交通大臣許可（特-8）第8052号
- とび・土工工事業 国土交通大臣許可（特-8）第8052号
- 屋根工事業 国土交通大臣許可（特-8）第8052号
- 管工事業 国土交通大臣許可（特-8）第8052号
- タイル・レンガ・ブロック工事業 国土交通大臣許可（特-8）第8052号
- 鋼構造物工事業 国土交通大臣許可（特-8）第8052号
- 舗装工事業 国土交通大臣許可（特-8）第8052号
- しゅんせつ工事業 国土交通大臣許可（特-8）第8052号
- 内装仕上工事業 国土交通大臣許可（特-8）第8052号
- 造園工事業 国土交通大臣許可（特-8）第8052号
- 建具工事業 国土交通大臣許可（特-8）第8052号
- 水道施設工事業 国土交通大臣許可（特-8）第8052号

宅地建物取引業者
- 山口県知事免許（13）第901号

一級建築士事務所登録
- 山口県知事登録　第490号

一般区域貨物自動車運送事業免許
- 広陸自認第837号

労働者派遣事業許可
- 特定労働者派遣事業許可　厚生労働大臣（特）35-300345
- 一般労働者派遣事業許可　厚生労働大臣（般）35-300059

## 関連会社
- 株式会社松尾ホールディングス
- 株式会社オートテック